# Mustafa al-Fiki
Mustafa Abd al-Fattah al-Fiki (arab. مصطفى عبدالفتاح الفقي) – egipski zapaśnik walczący w stylu klasycznym. Wicemistrz igrzysk afrykańskich w 1978 i igrzysk śródziemnomorskich w 1975. Zdobył trzy medale na mistrzostwach Afryki, złote w 1979 i 1981 roku.